# Owaneco (Illinois)
Owaneco est un village du comté de Christian dans l'Illinois, aux États-Unis,. Il est incorporé le 31 mai 1902.

## Démographie
Lors du recensement de 2010, le village comptait une population de 239 habitants. En 2016, la population est estimée à 229 habitants.

## Source de la traduction
- (en) Cet article est partiellement ou en totalité issu de l’article de Wikipédia en anglais intitulé « Owaneco, Illinois » (voir la liste des auteurs).